# Arrondissement ecclésiastique unitarien d'Odorheiu Secuiesc
 (février 2024).
Si vous disposez d'ouvrages ou d'articles de référence ou si vous connaissez des sites web de qualité traitant du thème abordé ici, merci de compléter l'article en donnant les références utiles à sa vérifiabilité et en les liant à la section « Notes et références ».
L’Arrondissement ecclésiastique unitarien d'Odorheiu Secuiesc (en hongrois : Székelyudvarhelyi Unitárius Egyházkör) est une circonscription territoriale de l'Église unitarienne hongroise (Magyar Unitárius Egyház). Crée [Quand ?], elle rassemble  22 communes ecclésiastiques unitariennes du Județ de Harghita.